# Горящая Сопка
Горящая Сопка — действующий вулкан на острове Симушир Большой Курильской гряды, Россия.
Высота 891 м. Находится в южной части острова, в 4 км северо-западнее горы Мильна. Расположен в подковообразной кальдере. Лавовые потоки вулкана достигают морского побережья, создавая неровный рельеф. Между Горящей Сопкой и вулканом Мильна расположен стратовулкан Игла. Вулкан возник в среднем плейстоцене. При активном извержении, произошедшем в XIX веке, возник побочный лавовый купол. Имеется порядка 5 официально зарегистрированных извержений, начиная с 1842 года. В настоящее время фиксируется фумарольная активность.